# 祝堯煥
祝堯煥（1520年12月12日—？），字德徵，號華峯，山東濮州人，明朝政治人物，同進士出身。

## 生平
嘉靖三十一年（1552年）中壬子科山東鄉試第三十二名舉人。次年聯捷癸丑科會試第二百六十二名，三甲第二百一十七名同進士。吏部观政，授行人。嘉靖三十六年（1557年）八月考选，授南京河南道試監察御史。嘉靖四十三年（1564年）二月，升湖广右参议。官至陕西按察司副使。卒于萬曆十年左右。

## 家族
曾祖祝榮、祖父祝安、父祝志皐，壽官。前母溫氏、母姜氏。永感下。兄堯民。弟堯臣、堯卿。